# Pisanka

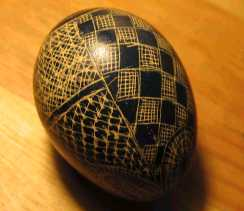
Ejemplo de un písanka.

Písanka (plural: Pisankas, Pisanki) es el antiguo arte eslavo de decoración de huevos. Originado en los tiempos del paganismo, se transformó en la tradición cristiana de los huevos de Pascua. Muchos grupos étnicos eslavos, como los búlgaros (писано яйце, pisano yaytse), croatas (pisanica), checos (kraslice), polacos (pisanka), serbios (писаница, pisanica), ucranianos (писанка, pésanka o pýsanka),  eslovacos (kraslica), y eslovenios (pisanica o pirh), decoran los huevos para Pascua.
A pesar de que los pisankas de varias naciones eslavas tienen mucho en común, las tradiciones nacionales varían entre Polonia, Croacia y Ucrania.

## Elaboración
La pisanka es la manera más difícil de decorar los huevos. En un huevo frío, se hacen dibujo de cera caliente, después hay que mojarlo en pintura, también fría, empezando por el color más claro. Se enjugan, y se hace otro dibujo con la cera caliente, y otra vez a mojar en pintura. Cuando todos los ornamentos están hechos, hay que *quitar* la cera del huevo encima del fuego de una vela o cocina de gas. La cera se derrite y hay que secar el huevo con servilletas de papel.

## Ornamentación
El huevo que está colorado en un solo tono se llama krashanka. Si en ese huevo hay manchas, rayas o puntos de otro color, se llama krapanka. Finalmente, pisanka es el que está con ornamento.

## Mitología
Una leyenda cuenta que el primer huevo de Pascua fue regalado por María Magdalena a Tiberio, emperador del Imperio romano. Tiberio no creía en esas cosas y le contestó: «es imposible, porque el huevo blanco no puede ser de color rojo». En ese mismo momento, el huevo se volvió de color rojo.
Según otra versión, después de la muerte de Cristo, siete judíos tenían un banquete. Entre las muchas viandas que estaban en la mesa, había gallina frita y huevos cocidos. De repente uno de los judíos comenta que dentro de tres días Jesús tiene que resucitar. Pero el dueño de la casa contesta: «Eso pasaría si la gallina que tenemos en la mesa volviera a la vida y los huevos fueran rojos». En ese momento los huevos han cambiado su color y la gallina ha vuelto a la vida.
Hay otra leyenda que está relacionada con el nombre del emperador romano Marco Aurelio. En el día de su nacimiento, una de las gallinas de su madre, había puesto un huevo blanco con puntos rojos, y la gente dijo que era un augurio feliz, que el niño en el futuro sería emperador. Así ocurrió, y más tarde los romanos han enviado los huevos colorados para felicitar a alguien. Más tarde, el cristianismo incorporó la costumbre con otro significado, ya que el color rojo sería la sangre de Cristo.
En los cuentos de algunos grupos étnicos del mundo, el huevo simboliza el nacimiento del mundo, porque en tiempos del paganismo las pisankas eran símbolos del culto al sol. Los pájaros son vistos como mensajeros del renacimiento primaveral, del sol; y sus huevos, por tanto, su emblema.

## Historia
Antes de la llegada de Cristo, para muchos grupos étnicos del mundo el huevo era el prototipo del universo. El considerar al huevo como el símbolo del nacimiento, estaba en las creencias y costumbres de los egipcios, persas, griegos, romanos, etc.

## Simbolismo
Los pisankas mantienen cierto simbolismo pagano. En el mundo de la religión cristiana es el símbolo de la fe, el símbolo de la conmemoración de la Resurrección de Cristo.
Para los eslavos, el huevo simboliza la fertilidad de la tierra, el renacimiento primaveral de la naturaleza. Pisanka es un símbolo del sol, de la vida, la inmortalidad, la belleza, el amor, es decir, del renacimiento que nos trae la primavera, de bondad, de felicidad y de alegría.

### Colores
Los colores de la pisanka también tienen su significado. Rojo simboliza la alegría de la vida, amor. Amarillo significa la luna y la aurora, así como buena cosecha. Mientras, el verde está por la riqueza del mundo vegetal y el azul por el cielo y la salud. El bronce simboliza la tierra y los colores negro y blanco respeto a los familiares muertos, sus almas, etc.

## Usos y supersticiones
- Las pisankas se han usado como regalo a personas queridas.
- En medicina naturista, se han usado para curar enfermedades.
- Las pisankas pueden ser enterradas para tener buena cosecha;
- Colocadas en los pesebres del ganado, para protegerlo.
- También se han metido en el ataúd de un familiar.
- Las cáscaras de huevo, se echan en las casas para atraer la felicidad.

## En la actualidad
En algunos países eslavos los huevos se pintan de colores diferentes, y se ornamentan con imágenes religiosas.